# Landroff
Landroff – miejscowość i gmina we Francji, w regionie Grand Est, w departamencie Mozela.
Według danych na rok 1990 gminę zamieszkiwało 258 osób, a gęstość zaludnienia wynosiła 33 osób/km² (wśród 2335 gmin Lotaryngii Landroff plasuje się na 789. miejscu pod względem liczby ludności, natomiast pod względem powierzchni na miejscu 761.).